# فينس وركمان
فينس وركمان (بالإنجليزية: Vince Workman)‏ هو لاعب كرة قدم أمريكية أمريكي، ولد في 9 مايو 1968 في بوفالو في الولايات المتحدة.

## وصلات خارجية
- فينس وركمان على موقع مرجع كرة القدم المحترفة.كوم (الإنجليزية)